# エポナ

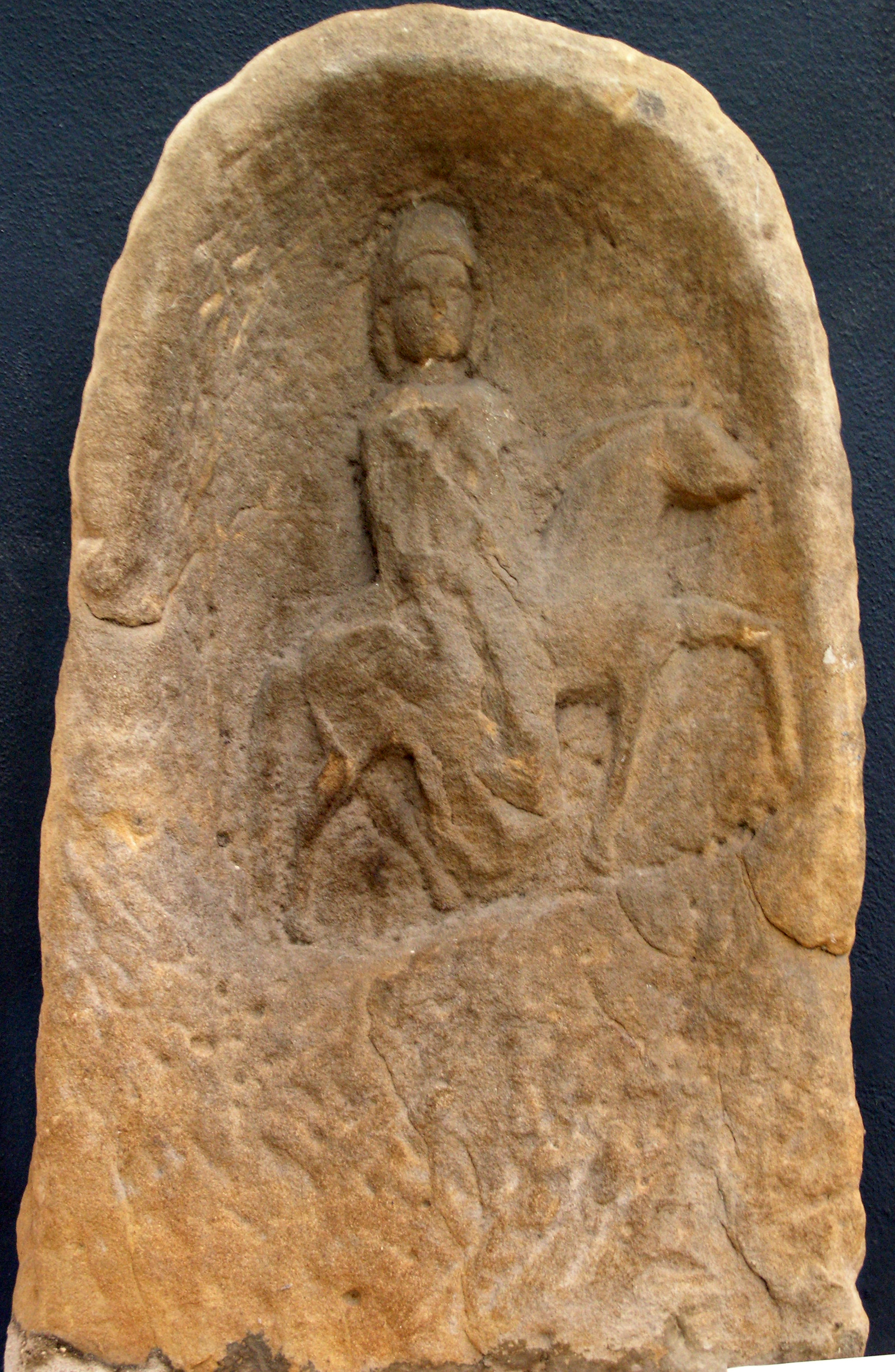
フランス、モゼル県フレマンで発掘されたエポナの像

エポナ(Epona)は、ケルト神話、ローマ神話における、馬・ロバ・ラバなどの女神。ユウェナーリス（『風刺詩集』）やアープレーイウス（『転身物語』）、テルトゥリアーヌス（『弁明』『異教徒について』）、ミヌキウス・フェーリクス（『オクターウィウス』）がエポナ信仰に言及している。
その名前は「ウマ科の動物」を指すケルト語 Epu から派生している。馬の守護神であり図象では横に乗った乗馬姿か馬の間で玉座に座った女性の姿で表される。図象にはコルヌー・コーピアエや果物の籠を持った姿や子馬を従えた姿もあらわされるため、豊かさや多産といった豊饒の女神の側面も指摘される。エポナは馬や騎手、馬丁のみならず旅人や死後の世界の旅の守護者でもあり、死後の世界との関係も指摘される。
エポナはケルトにおける馬や騎兵の社会的位置から厚く信仰され、ガリアだけでなくイベリア半島やグレートブリテン島、イタリア半島北部、ドナウ川流域などでもその信仰はみられた。
そもそもは馬の姿であったものがガリアへの古代ローマの影響の下で人の姿をした女神として信仰されるようになったといわれる。女神エポナはローマ軍の補助軍の騎兵たちの間でも信仰され、12月18日の祭礼の日はケルト由来の神では唯一ローマ暦に取り入れられた。
図象は現在のフランス東部で多く発見され、このあたりが信仰の中心であったと考えられている。ガーイウス・ユーリウス・カエサルのガリア遠征においてウェルキンゲトリクスとの決戦の舞台となったアレシアもこうした宗教的中心地であった。
エポナの影響はマビノギオンの「リアンノン（リアノン、フリアノン、ライエノン）」の中にも見ることができる。